# روز جهانی مبارزه با کار کودکان

روز جهانی مبارزه با کار کودکان (به انگلیسی: World Day Against Child Labour) روزی است که برای افزایش آگاهی و فعالیت در زمینهٔ جلوگیری از کار کودکان، از سوی سازمان بین‌المللی کار (ILO) پیشنهاد شده‌است. این پیشنهاد نخستین بار در سال ۲۰۰۲ و پس از تصویب کنوانسیون شماره ۱۳۸ ILO دربارهٔ حداقل سن برای استخدام و کنوانسیون شماره ۱۸۲ ILO دربارهٔ بدترین شکل‌های کار کودکان صورت گرفت.
روز جهانی مبارزه با کار کودکان هر ساله در ۱۲ ژوئن (۲۲ خرداد) برگزار می‌شود و هدف آن تقویت جنبش جهانی بر ضد کار کودکان است.

## پیشینه
سازمان بین‌المللی کار (ILO) و بدنهٔ سازمان ملل متحد که به تنظیم و مدیریت دنیای کار می‌پردازد در سال ۲۰۰۲ بر این شد تا روزی جهانی را برای مبارزه با کار کودکان تعیین کند تا توجه و تلاش همگان در این زمینه را برانگیزد. در این روز دولت‌ها و نهادهای محلی، جامعه مدنی و جهانی، کارگرها و کارفرمایان به گرد هم جمع می‌شوند تا مشکل کودکان کار را مطرح کنند و راه حل‌هایی برای کمک به آن‌ها پیشنهاد کنند.
برپایهٔ داده‌های ILO صدها میلیون دختر و پسر در جهان درگیر کارند و از آموزش و پرورش مناسب، بهداشت، تفریح، و آزادی‌های اولیه بی‌بهره‌اند. بیش از نیمی از این بچه‌ها مشغول به بدترین شکل ممکن از کارهای کودکان اند؛ مانند کار در محیط‌های خطرناک، بردگی یا دیگر شکل‌های بیگاری؛ قاچاق مواد مخدر و تن‌فروشی و حتی ورود در درگیری‌های مسلحانه.

## یادداشت
1. 1 2  در سال‌های کبیسه ۲۳ خرداد
2. 1 2  International Labour Organization به اختصار ILO